# Kusari chigiriki

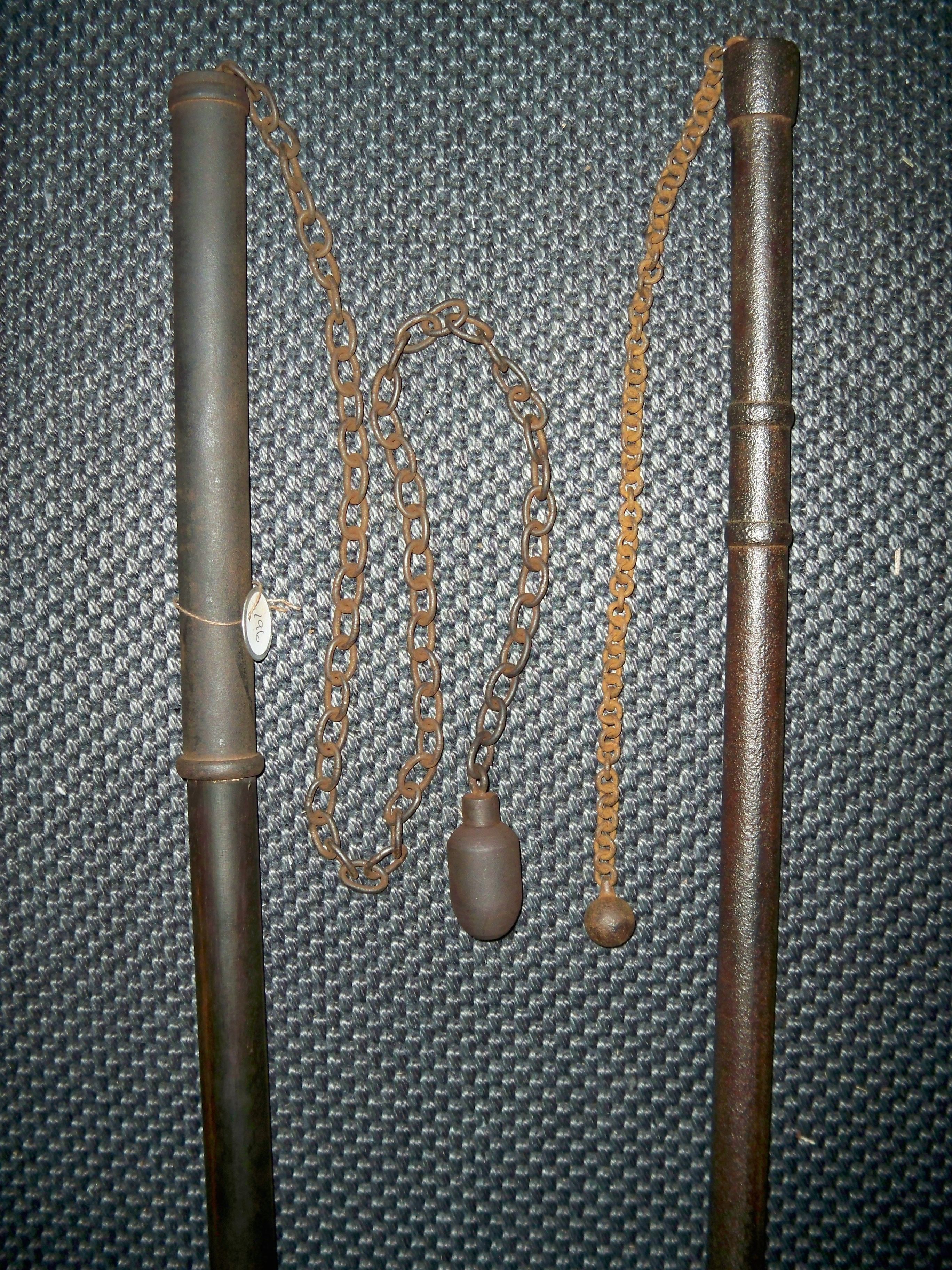
Kusari chigiriki.

Le kusari chigiriki est une arme du Japon féodal, constituée d'une jitte surmontée d'une chaine, reliée elle-même à une boule ou un boulet, métallique ou en bois. Le kusari chigiriki a été principalement utilisé par les policiers et par les ninjas, bien qu'à une certaine époque, il n'y eût pas grande différence entre ces deux factions.
Le kusari chigiriki a très certainement été créé dans le but de remplacer le deuxième sai, ou la deuxième jitte. Ces armes étaient utilisées par paires, car une seule ne suffisait pas pour neutraliser un adversaire, alors que le kusari chigiriki, même une fois l'arme de l'adversaire bloquée entre ses « griffes », permettait de poursuivre le combat, grâce à la mobilité de sa chaine.